# Crotalaria angulicaulis
Crotalaria angulicaulis är en ärtväxtart som beskrevs av Hermann August Theodor Harms. Crotalaria angulicaulis ingår i släktet sunnhampor, och familjen ärtväxter. Inga underarter finns listade i Catalogue of Life.